# Cordon sanitaire
Cordon sanitaire (hrv. zdravstveni pojas) izvorno označava zaštitnie mjere za obuzdavanje zaraza.  
U političkom smislu označava lanac država duž granice određene druge države.
Nakon prvog svjetskog rata izraz se odnosi na sigurnosni pojas neovisnih država, koji je formiran uglavnom na poticaj Francuske između Sovjetskog Saveza i Weimarske Republike. Kasnije se izraz primijenjuje i na druge tampon zone između neprijateljskih država.
Novostvorena tampon zona 1919. postavljena je u Versajskim mirovnim ugovoru od strane Velike Britanije, Francuske i SAD-a. 
Uključivao je sve zemlje bivše istočne srednje Europe: Finska, Baltičke države, Poljska, Čehoslovačka, Mađarska, Jugoslavija i Rumunjska. Taj lanac država trebao je služiti kao zaštita Europe od Sovjetskog Saveza.
Francuska je smatrala te države dodatno i kao potencijalne saveznike protiv Njemačke.
Osnovane su Višenarodne države, kao što su Čehoslovačka, Jugoslavija i Rumunjska sa značajnim unutarnjopolitičkim problemima. 
Nakon 1999. velik dio bivših članica "kordona" postale su članice NATO-saveza. 